# Helena Csorba
Helena Csorba, z domu Miller (ur. 24 października 1907 w Warszawie, zm. 13 marca 1985 tamże) – polska socjolog medycyny i pomocy społecznej, doktor habilitowany. Była w Polsce pionierem socjologicznych badań, realizowanych w placówkach szpitalnych.

## Życiorys
Wywodziła się z inteligenckiej rodziny Teodora i Teresy z Bauerów. Wczesne lata dziecięce spędziła w Lublinie. W 1925 ukończyła gimnazjum, a w 1929 ukończyła studia socjologiczne na Uniwersytecie Poznańskim. W 1931 doktoryzowała się u prof. Floriana Znanieckiego. Wkrótce po tym wyjechała do USA, gdzie studiowała na New York University School of Social Work. Wyjechała tam dzięki wsparciu prof. Heleny Radlińskiej. Po ukończeniu nauki podjęła zatrudnienie na Wolnej Wszechnicy Polskiej w Warszawie (Studium Pracy Społeczno-Oświatowej, prof. Konstanty Krzeczkowski). Była tam asystentem, a także wykładała politykę społeczną oraz metodykę pracy środowiskowej (do 1939). Popularyzowała metodę Mary Richmond. Publikowała w Wiedzy i Życiu oraz Opiekunie Społecznym.
Podczas kampanii wrześniowej w 1939 pomagała ludności warszawskiej Pragi, za co odznaczono ją Krzyżem Walecznych. Jako żona Węgra musiała wyjechać na Węgry, gdzie uczestniczyła w życiu polonijnym, badała polską Polonię na Węgrzech, a także (już po wojnie) ogłosiła prace socjologiczne na jej temat.
Razem z mężem Tiborem Csorba wrócili do Polski wraz z transportem repatriantów w sierpniu 1945 i zamieszkali w Krakowie, gdzie wykładała socjologię na Uniwersytecie Jagiellońskim. Oprócz tego prowadziła działalność wykładową na Wyższej Szkole Pedagogicznej oraz Wyższej Szkole Nauk Społecznych. Od 1953 przebywała w Warszawie. Prowadziła badania w ramach Instytutu Pedagogiki (m.in. badała uwarunkowania życiowe dzieci i młodzieży na warszawskiej Woli). Od około połowy lat 60. XX w. zainteresowała się socjologią medycyny. W 1966 została pracownikiem Instytutu Filozofii i Socjologii PAN. Habilitowała się w 1966 u prof. Jana Szczepańskiego (praca Szpital – pacjent. System społeczny kliniki internistycznej). Publikowała w czasopismach Zdrowie Psychiczne i Szpitalnictwo Polskie. 
Od 1967 była adiunktem w Centrum Kształcenia Medycznego, jak również wykładała na Akademii Medycznej w Białymstoku i Lublinie. Prowadziła również wykłady na École des hautes études en santé publique w Rennes. W 1977 przeszła na emeryturę, ale nie zaprzestała pracy naukowej aż do śmierci. 

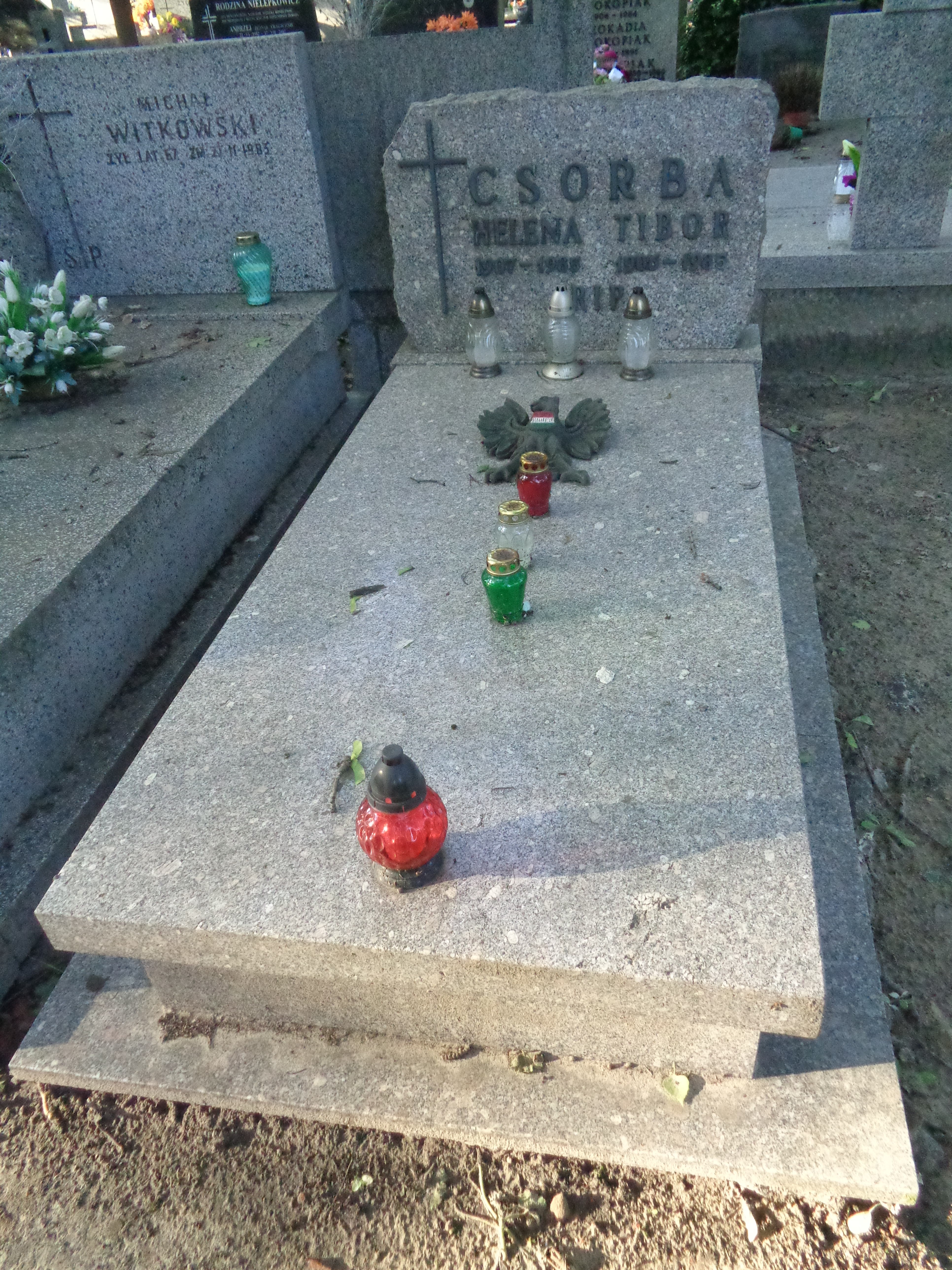
Grób Tibora i Heleny Csorbów na Cmentarzu Wojskowym na Powązkach w Warszawie

Zmarła w Warszawie. Została pochowana na Cmentarzu Wojskowym na Powązkach (kwatera B 23-10-26).

## Publikacje
Wybrane publikacje:
- Zakład w Henrykowie (1939),
- Uchodźcy polscy na Węgrzech (1945 w Budapeszcie),
- O kształceniu pracowników społecznych (1947),
- Bibliografia poloniców węgierskich (1958, wraz z Ireną Michalak)[5],
- Służba zdrowia i opieka nad uchodźcami polskimi na Węgrzech (1939–1945) (1959),
- Dzieci ocalone od zagłady (1960),
- O kształceniu pracowników społecznych (1960),
- Dwie koncepcje społecznego oddziaływania. Model pomocy i opieki (1961),
- Szpital w oczach socjologa (1961),
- Młodzież polska na Węgrzech (1963),
- Sytuacja chorego w szpitalu (1964),
- Adaptacja chorego do zastanej sytuacji w klinice (1964),
- Medyczne i psychospołeczne cechy zbiorowości polskiej (1965),
- Społeczny aspekt szpitala (1965),
- Ziemia węgierska azylem Polaków (1939–1945) (1985, wraz z mężem, Tiborem Csorbą)[1].